# Liste der Baudenkmäler in Bischofsheim in der Rhön
Auf dieser Seite sind die Baudenkmäler in der unterfränkischen Stadt Bischofsheim in der Rhön zusammengestellt. Diese Tabelle ist eine Teilliste der Liste der Baudenkmäler in Bayern. Grundlage ist die Bayerische Denkmalliste, die auf Basis des Bayerischen Denkmalschutzgesetzes vom 1. Oktober 1973 erstmals erstellt wurde und seither durch das Bayerische Landesamt für Denkmalpflege geführt wird. Die folgenden Angaben ersetzen nicht die rechtsverbindliche Auskunft der Denkmalschutzbehörde.

## Ensembles

### Ensemble Altstadt Bischofsheim in der Rhön mit Schlossbezirk

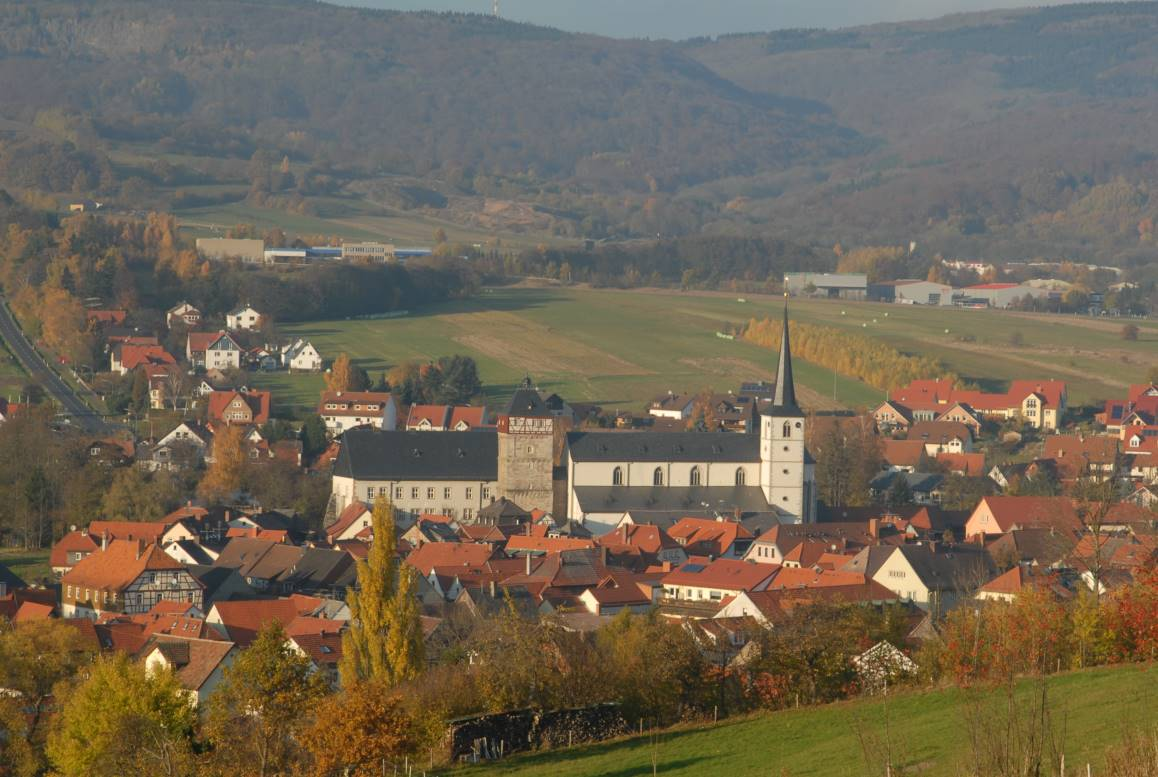
Bischofsheim von Süden

Der ehemalige Verwaltungssitz des Würzburger Bistums wurde 1270 zum ersten Mal genannt. Der hochstiftische Schlossbezirk ist zusammen mit der Pfarrkirche dem Stadtkörper in nördlicher Randlage eingegliedert. Die Stadt selbst erweist sich durch die Regelmäßigkeit ihrer Grundrissstruktur als eine Anlage des 13. Jahrhunderts. Innerhalb einer annähernd kreisrunden Umrisslinie ist in leicht gebrochenem Verlauf die Hauptachse als Ost-West-Durchmesser gezogen. Sie erweitert sich in der Mitte zum langgezogenen, rechteckigen Marktplatz, auf dem ursprünglich das Rathaus frei stand. Die Ausrichtung des Marktplatzes ist für die Nebengassen bestimmend, die durchweg dazu parallel verlaufen. Im südlichen Bereich nimmt der Lauf des Stadtbachs die Stelle einer Parallelgasse ein. Er betrieb ursprünglich Mühlen, die dem Tuchmacherhandwerk dienten. Die Stadt besitzt den Charakter einer Ackerbürger- und Handwerkersiedlung. Drei große Brände in der Mitte des 19. Jahrhunderts haben die alte Bausubstanz dezimiert, sodass sich der Ort nicht mehr mittelalterlich, sondern spätbiedermeierlich darbietet. Die Bebauung besteht teils aus der geschlossenen Reihung zweigeschossiger Traufseithäuser mit schmalen Fronten und erhöhten, über kleine Freitreppen zu erreichenden Erdgeschossen, teils im Nebeneinander giebelseitig gestellter Halbwalmdachbauten mit breit gezogenen Fassaden, die häufig als Doppelhäuser konzipiert sind. Neben der Steinbauweise kommt häufig verschindeltes Fachwerk vor. Umgrenzung: Stadtmauer, bzw. deren ehem. Verlauf. Aktennummer: E-6-73-117-1.

## Stadtbefestigung
Die Stadtmauer wurde im 13./14. Jahrhundert als übermannshohe Bruchsteinmauer erstellt und ist in ihrem Verlauf noch gut erkennbar. Auf der West- und Ostseite wurde sie weitgehend eingelegt.  Ansonsten ist sie mit Unterbrechungen auf folgenden Grundstücken in unterschiedlicher Höhe erhalten: Am Mühlbach 5; Fastnachtsgasse 8, 10; Färberzwinger 11, 13, 17; Gerberzwinger 12 (mit Inschrifttafel bez.1607), 14, 24, 26, 28, 34, 36; Hofstraße 20, 22, 24 (mit Inschriftstein, bez. 1773); Josefstraße 9 (mit Inschriftstein bez. 1774); Kirchplatz 3; Löwenstraße 17; Ludwigstraße 27; Pfarrgasse 5, 7, 11 (mit Schlüsselscharten, 2. Hälfte 15. Jahrhundert), 13 (mit stark verwittertem Inschriftstein, bez. 1759). Aktennummer: D-6-73-117-1. Als zugehörig zu Einzeldenkmalen werden aufgeführt.

| Lage                                                  | Objekt     | Beschreibung        | Akten-Nr.             | Bild           |
| ----------------------------------------------------- | ---------- | ------------------- | --------------------- | -------------- |
| Am Mühlbach 5 (Standort)                              | Stadtmauer | 13./14. Jahrhundert | D-6-73-117-2 Wikidata | weitere Bilder |
| Hofstraße 24, am rückwärtigen Grundstück (Standort)   | Stadtmauer | 13./14. Jahrhundert | D-6-73-117-12         | BW             |
| Kirchplatz 3 (Standort)                               | Stadtmauer | 13./14. Jahrhundert | D-6-73-117-16         | BW             |
| Kirchplatz 5; Kirchplatz 3 (Standort)                 | Stadtmauer | 13./14. Jahrhundert | D-6-73-117-17         | BW             |
| Pfarrgasse 11; auf rückwärtigem Grundstück (Standort) | Stadtmauer | 13./14. Jahrhundert | D-6-73-117-46         | BW             |

## Baudenkmäler nach Gemeindeteilen

### Bischofsheim
| Lage | Objekt | Beschreibung | Akten-Nr.               | Bild           |
| --- | --- | --- | ----------------------- | -------------- |
| Ahornstraße (Standort)                                                                                       | Sogemammter Schwedenstein                                                                                             | Gedenkstein an den durch die Schweden verursachten Stadtbrand von 1639, errichtet 1853 | D-6-73-117-263          | BW             |
| Ahornstraße (Standort)                                                                                       | Bildstock | Beidseits Relief mit Kreuzigungsgruppe unter Heilig-Geist-Taube, Sandstein, bez. 1694 | D-6-73-117-165          | BW             |
| Am Mühlbach 3 (Standort)                                                                                     | Bildstock | Gekehlter achteckiger Schaft mit ionischem Kapitel, Sandstein, bezeichnet „1795“, Marienfigur im Bildhäuschen modern | D-6-73-117-166 Wikidata | weitere Bilder |
| Am Mühlbach 5 (Standort)                                                                                     | Ehemaliges Brauhaus                                                                                                   | Zweigeschossiger Bruchsteinbau mit Hausteintür- und Fenstergewänden, Krüppelwalmdach, 17. Jahrhundert | D-6-73-117-2 Wikidata   | weitere Bilder |
| Am Pfarrgrund 3 (Standort)                                                                                   | Wohnhaus | Eingeschossiger verputzter Traufseitbau mit Eckpilastern, Massivbau auf Hausteinsockel, Satteldach, 1831 | D-6-73-117-3 Wikidata   | BW             |
| Brend (Standort)                                                                                             | Brücke über den Mühlbach                                                                                              | Zwei Stichbogen, Werkstein, 19. Jahrhundert | D-6-73-117-48 Wikidata  | weitere Bilder |
| Brend, auf der Brücke (Standort)                                                                             | Brückenfigur heiliger Nepomuk                                                                                         | Barock, Sandstein, 1728 | D-6-73-117-48 Wikidata  | weitere Bilder |
| Büttnergasse 2, Schwedenstraße 12 (Standort)                                                                 | Doppelwohnhaus einer Doppelhofanlage                                                                                  | Traufständiger zweigeschossiger Satteldachbau, Obergeschoss Fachwerk verputzt, Fensterprofile der nördlichen Haushälfte (Büttnergasse 2) um 1600, südliche Haushälfte 18./19. Jahrhundert | D-6-73-117-51 Wikidata  | weitere Bilder |
| Büttnergasse 2, Schwedenstraße 12 (Standort)                                                                 | Zwei Mauerzungen mit Hoftorpfeilern,                                                                                  | Bezeichnet „1780“, mit Spolien um 1600 | D-6-73-117-51 Wikidata  | weitere Bilder |
| Büttnergasse 2, Schwedenstraße 12 (Standort)                                                                 | Bruchsteinscheune | Rückwärtig, mit Satteldach, im Kern 17./18. Jahrhundert | D-6-73-117-51 Wikidata  | weitere Bilder |
| Färberzwinger 4, 6 (Standort)                                                                                | Brauns Mühle | Aus südlichem Mühlentrakt 1758 (dendrochronologisch datiert) und nördlichem Wohnteil 1755 (dendrochronologisch datiert) bestehender zweigeschossiger Krüppelwalmdachbau, Fassadengestaltung mit basaltsichtigem Erdgeschoss und verschindeltem Fachwerkobergeschoss von 1904                                                                              | D-6-73-117-6 Wikidata   | weitere Bilder |
| Färberzwinger 4, 6, südöstlich über dem Mühlenkanal (Standort)                                               | Brauns Mühle, Bäckereivorbau                                                                                          | Zweigeschossig mit Satteldach, in gleicher Fassadengestaltung, 1904 | D-6-73-117-6 Wikidata   | weitere Bilder |
| Finkelberg (Standort)                                                                                        | Flurkreuz, sogenanntes Brauns Kreuz                                                                                   | Hoher hölzerner Kruzifix mit Inschriftenkartusche auf gehauenem Steinberg mit Inschriftenplatte, 1918, für den 1917 Kriegsgefallenen Karl Braun | D-6-73-117-260 Wikidata | BW             |
| Frankenheimer Straße (Standort)                                                                              | Bildstock | Kreuzigungsgruppe unter Heilig-Geist-Taube, Sandstein, letztes Viertel 17. Jahrhundert | D-6-73-117-182 Wikidata | weitere Bilder |
| Hofstraße 24 (Standort)                                                                                      | Wohnhaus eines Ackerbürgerhofes                                                                                       | Giebelständiges Halbwalmdachhaus in offener Bebauung, zweigeschossiger Fachwerkbau auf Hausteinkeller, an südlicher Traufseite geohrte Fenstergewände im Obergeschoss, 18. Jahrhundert | D-6-73-117-12           | weitere Bilder |
| Josefstraße 2 (Standort)                                                                                     | Kellertürgewände | Rundbogig, Sandstein, bezeichnet „1626“ | D-6-73-117-13 Wikidata  | weitere Bilder |
| Kirchplatz 2, in Hauswand eingelassen (Standort)                                                             | Wappenstein | 17. bis 18. Jahrhundert | D-6-73-117-15 Wikidata  | weitere Bilder |
| Kirchplatz 3 (Standort)                                                                                      | Wohnhaus | Zweigeschossiger Mansardwalmdachbau auf hohem Sockelgeschoss mit Vortreppe, spätbarocke Bauformen Ende 18./Anfang 19. Jahrhundert | D-6-73-117-16           | weitere Bilder |
| Kirchplatz 5 (Standort)                                                                                      | Ehemaliges würzburgisches Amtshaus des Amtes Bischofsheim, ehemaliges Amtsgericht Bischofsheim an der Rhön            | Dreigeschossiger massiver Putzbau mit Eckquaderungen und Satteldach, polygonaler Treppenturm, Renaissanceportal, 1611 | D-6-73-117-17           | weitere Bilder |
| Kirchplatz 5 (Standort)                                                                                      | Remisengebäude | Im Winkel an das ehemalige würzburgische Amtshaus angesetzt, südwestlich angefügt, massiv mit Satteldach, im Kern frühes 19. Jahrhundert | D-6-73-117-17           | weitere Bilder |
| Kirchplatz 3 (Standort)                                                                                      | Hofmauer mit Rundbogenpforte                                                                                          | Bruch- und Werkstein, Sandstein, bezeichnet „1626“ | D-6-73-117-17           | BW             |
| Kirchplatz 5 (Standort)                                                                                      | Kriegerdenkmal für die Gefallenen des Zweiten Weltkriegs                                                              | Schlichte Treppenanlage mit eingelassener Inschriftplatte und bronzener Sitzfigur, um 1950 | D-6-73-117-164 Wikidata | BW             |
| Kirchplatz 7 (Standort)                                                                                      | Sogenannter Zehntturm                                                                                                 | Ehemaliger Westturm der spätromanischen Pfarrkirche, vier durch Bogenfriese abgesetzte massive Geschosse und Fachwerkobergeschoss mit Walmdach, Anfang 13. Jahrhundert, Vorhangbogenfenster, Fachwerkobergeschoss und östlicher Treppenanbau von 1586 (vgl. Pfarrkirche), restauriert 1936                                                                | D-6-73-117-18 Wikidata  | weitere Bilder |
| Kirchplatz 7 (Standort)                                                                                      | Fachwerkhausvorbau südlich zum Zehntturm                                                                              | Zweigeschossig mit Satteldach, 19. Jahrhundert | D-6-73-117-18 Wikidata  | weitere Bilder |
| Kirchplatz 9 (Standort)                                                                                      | Katholische Pfarrkirche St. Georg                                                                                     | Nachgotische, dreischiffige Basilika mit Satteldach und Pultdächern, massiver Putzbau mit Gliederungselementen in Sandstein, mittelschiffsbreiter polygonal geschlossener Chor, sechsgeschossiger Chorflankenturm mit Spitzhelm, 1607–1610, Langhauserweiterung nach Westen 1965–66 bis zum frühneuzeitlichen Treppenturm des Zehntturms; mit Ausstattung | D-6-73-117-19 Wikidata  | weitere Bilder |
| Kirchplatz 9 (Standort)                                                                                      | Rest der Kirchhofmauer                                                                                                | Bruchstein, 18. Jahrhundert | D-6-73-117-19 Wikidata  | weitere Bilder |
| Kissinger Straße 10, an der Brendbrücke (Standort)                                                           | Brückenfigur heiliger Nepomuk                                                                                         | Sandstein, barock, bezeichnet „1733“ | D-6-73-117-20 Wikidata  | BW             |
| Kleine Heide, nördlich des Eselsgrabens, westlich des Irenkreuze (Standort)                                  | Kilometerstein | Sandstein, nach 1872 | D-6-73-117-186          | BW             |
| Nähe Kreuzbergstraße, gegenüber der Friedhofskapelle bei der Brendbrücke (Standort)                          | Kreuzschlepper | Sandsteinskulptur, bezeichnet „1770“ | D-6-73-117-22 Wikidata  | weitere Bilder |
| Kreuzbergstraße 2 (Standort)                                                                                 | Katholische Friedhofskapelle St. Joseph                                                                               | Massiver barocker Saalbau mit Pilastergliederung und Satteldach, über dem eingezogenen Chor Spitzhelmdachreiter, 1727; mit Ausstattung | D-6-73-117-21 Wikidata  | weitere Bilder |
| Kreuzbergstraße 4 (Standort)                                                                                 | Friedhofsmauer | Bruchstein mit halbrunder Bekrönung in Werkstein, 18. Jahrhundert | D-6-73-117-21 Wikidata  | weitere Bilder |
| Kreuzbergstraße 4 (Standort)                                                                                 | Friedhofskreuz | Korpus und Maria Magdalena 19. Jahrhundert, mit barocken Assistenzfiguren (Maria und Johannes), bezeichnet „1742“ | D-6-73-117-21 Wikidata  | weitere Bilder |
| Kreuzbergstraße 8 (Standort)                                                                                 | Bildstock | Auf Vorder- und Rückseite jeweils Relief mit Kreuzigungsgruppe, seitlich Apostel und Schmerzensmann, Auszug mit Muttergottes auf Vorder- und lateinischem Kreuz auf Rückseite, Sandstein, bezeichnet „1662“ | D-6-73-117-24 Wikidata  | weitere Bilder |
| Kreuzbergstraße 10 (Standort)                                                                                | Ehemaliges Landhaus Graetz, jetzt Amt für Landwirtschaft und Forsten, Landwirtschaftsschule, Abteilung Hauswirtschaft | Breitgelagerter, in den Hang gebauter zweigeschossiger, rückwärtig eingeschossiger Jugendstilbau, mit hohem Halbwalmdach und Belvedere, steinsichtiges rustiziertes Erdgeschoss, verputztes Obergeschoss, 1916–1920 von Carl Sattler, moderner Anbau 1959                                                                                                 | D-6-73-117-153 Wikidata | weitere Bilder |
| Kreuzbergstraße 10 (Standort)                                                                                | Brunnenschale | Baluster mit runder ausladender Schale, roter Sandstein, von Carl Sattler 1920 | D-6-73-117-153 Wikidata | BW             |
| Kreuzbergstraße 8 (Standort)                                                                                 | Verwalter- und Pförtnerhaus                                                                                           | Eingeschossiges Halbwalmdachhaus, verschindelt, Heimatstil, um 1924/25, nach Plänen von Georg Schrank, einem Mitarbeiter Sattlers; mit Ausstattung von Carl Sattler und Rudolf Lewicki | D-6-73-117-153 Wikidata | weitere Bilder |
| Kreuzbergstraße 8 (Standort)                                                                                 | Einfahrtstor mit Pfeilern                                                                                             | Um 1920 | D-6-73-117-153 Wikidata | weitere Bilder |
| Kreuzbergstraße 8 (Standort)                                                                                 | Kraftfahrzeugschuppen                                                                                                 | Mit Walmdach, drei Tore mit geradem Sturz, massiv verputzt, 1930er Jahre | D-6-73-117-153 Wikidata | BW             |
| Kreuzbergstraße 11 (Standort)                                                                                | Bildstock | Sockel bez. 1604, Aufsatz als Ädikula auf Volutenkonsolen und von Säulen flankiertes Relief der Kreuzigungsgruppe, im segmentbogigen Giebelfeld Heiliggeisttaube, Rückseite mit Inschrift und bez. 1604 | D-6-73-117-264          | BW             |
| Kreuzbergstraße 22 (Standort)                                                                                | Bildstock | Relief der heiligen Anna mit Maria, Rückseite heiliger Georg, Sandstein, barock, 1761 | D-6-73-117-25 Wikidata  | weitere Bilder |
| Kronengasse 1, Schwedenstraße 10 (Standort)                                                                  | Wohnhaus | Zweigeschossiger Satteldachbau in Ecklage mit Fachwerkobergeschoss, Anfang 19. Jahrhundert | D-6-73-117-26 Wikidata  | weitere Bilder |
| Kronengasse 9, in Ecklage zur Hofstraße (Standort)                                                           | Ehemaliges Armenhaus                                                                                                  | Zweigeschossiger traufständiger Halbwalmdachbau, massiv, verputzt, originale Oberlichthaustür, 1847, später um drei Achsen nach Westen erweitert | D-6-73-117-27 Wikidata  | weitere Bilder |
| Löwenstraße 5, 7 (Standort)                                                                                  | Doppelwohnhaus | Zweigeschossiger traufständiger Satteldachbau, massiv, Fassade zur Straße in Werkstein, Mitte 19. Jahrhundert | D-6-73-117-28 Wikidata  | weitere Bilder |
| Ludwigstraße 2 (Standort)                                                                                    | Gasthof Stern | Zweigeschossiger Halbwalmdachbau in repräsentativer Ecklage am Markt, massives Erdgeschoss, Fachwerkobergeschoss an einer Giebelfront freiliegend, sonst verputzt, im Kern um 1550–72, um 1800 verändert | D-6-73-117-31 Wikidata  | weitere Bilder |
| Ludwigstraße 2 (Standort)                                                                                    | Bildstockaufsatz | Mit Relief der Kreuzabnahme, seitlich mit Figuren in Muschelnischen, Sandstein, barock, Ende 17. Jh. | D-6-73-117-167          | BW             |
| Ludwigstraße 6 (Standort)                                                                                    | Wohnhaus | Kleines giebelständiges Satteldachhaus, Erdgeschoss massiv, Obergeschoss in Fachwerk, Traufseite mit Andreaskreuzen und Zahnschnitträhm, 17./18. Jahrhundert | D-6-73-117-32 Wikidata  | weitere Bilder |
| Ludwigstraße, zwischen Nr. 10 und Nr. 12 (Standort)                                                          | Hoftor mit Sitznischen                                                                                                | Sandstein, Renaissance, 17. Jahrhundert | D-6-73-117-33 Wikidata  | weitere Bilder |
| Ludwigstraße 18, in Ecklage zur Schustergasse (Standort)                                                     | Wohnhaus eines ehemaligen Ackerbürgerhofes                                                                            | Zweigeschossiger traufständiger Halbwalmdachbau, Sandsteinquadersockel, massiv mit Putzfassade, Giebelfront mit Holzverschindelung, bezeichnet „1817“ | D-6-73-117-34 Wikidata  | BW             |
| Ludwigstraße 26 (Standort)                                                                                   | Fachwerkwohnhaus in Ecklage                                                                                           | Zweigeschossiger traufständiger Putzbau mit Satteldach, Mitte 18. Jahrhundert, mit Immakulata in stuckierter Rokokokartusche, 1767 | D-6-73-117-157 Wikidata | weitere Bilder |
| Ludwigstraße, vor Nr. 30 (Standort)                                                                          | Kriegerdenkmal zur Erinnerung an den Feldzug 1870/71 und den Weltkrieg 1914–18                                        | Hoher gestufter Sockel mit wappenhaltenden Löwen, Kriegstrophäenrelief, Namen der Teilnehmer des Feldzugs bzw. der Gefallenen des Zweiten Weltkriegs, bekrönt von fahnetragendem Soldaten, historistisch, 1903, von Valentin Weidner (bezeichnet „V. Weidner Bad Kissingen“)                                                                              | D-6-73-117-36 Wikidata  | weitere Bilder |
| Ludwigstraße 31 (Standort)                                                                                   | Evangelisch-lutherische Pfarrkirche, Christuskirche                                                                   | Zweischiffiger romanisierender Massivbau auf asymmetrischem Grundriss, Hauptschiff mit Satteldach und nach Norden gerichteter Rundapsis, südliche Giebelfront mit vorgesetzter offener Säulenvorhalle und seitlich das Nebenschiff abschließendem Turm mit Rhombendach, 1902/03                                                                           | D-6-73-117-37 Wikidata  | weitere Bilder |
| Ludwigstraße 35 (Standort)                                                                                   | Bildstock | Gedrehter Schaft, Relief der Kreuzigungsgruppe, seitlich Petrus und Paulus, Sandstein, 17. Jahrhundert | D-6-73-117-38 Wikidata  | weitere Bilder |
| Marktplatz (Standort)                                                                                        | Stadtbrunnen | Viereckiges Becken aus eisernen Reliefplatten, bezeichnet 1592, steinerne Brunnensäule, bezeichnet „1612“, mit eiserner Ritterfigur | D-6-73-117-40 Wikidata  | weitere Bilder |
| Marktplatz (Standort)                                                                                        | Eichstein für Getreide, sogenannter Nerbelstein                                                                       | Sandstein, 17. Jahrhundert | D-6-73-117-41 Wikidata  | weitere Bilder |
| Marktplatz (Standort)                                                                                        | Stadtbrunnen | Achteckiges Becken aus eisernen Reliefplatten, bezeichnet „1582“, steinerne Brunnensäule mit eiserner Ritterfigur | D-6-73-117-39 Wikidata  | weitere Bilder |
| Marktplatz 3, 5 (Standort)                                                                                   | Wohn- und Geschäftshaus                                                                                               | Giebelständiger zweigeschossiger Halbwalmdachbau, Obergeschoss mit Sichtfachwerk zweite Hälfte 17. /erste Hälfte 18. Jahrhundert, massives Erdgeschoss durch Ladeneinbauten entkernt | D-6-73-117-42 Wikidata  | weitere Bilder |
| Marktplatz 4, 6 (Standort)                                                                                   | Gasthaus | Zweigeschossiger biedermeierlicher Steinbau mit Halbwalmdach, giebelständig mit Werksteinfassade, Traufseiten verputzt, von 1821 | D-6-73-117-43 Wikidata  | weitere Bilder |
| Marktplatz 11 (Standort)                                                                                     | Ehemaliges Gasthaus, heute Bankgebäude                                                                                | Zweigeschossiger Eckbau, massiver Putzbau mit aufgeputzter Eckquaderung über hohem Werksteinkeller, Satteldach, überbaute Toreinfahrt, 1850 | D-6-73-117-44 Wikidata  | weitere Bilder |
| Marktplatz 21 (Standort)                                                                                     | Ehemaliges Färberanwesen                                                                                              | Wohnhaus, giebelständiger zweigeschossiger Satteldachbau, Fachwerkobergeschoss, 2. Hälfte 18./19. Jh. Erdgeschoss erneuert und Zierfachwerk aufgesetzt; rückwärtig hölzernes Nebengebäude mit Satteldach, 2. Viertel 19. Jh. | D-6-73-117-162          | BW             |
| Nähe Mühlbach, am Mühlbach hinterm Amtsgericht (Standort)                                                    | Bildstock | gekehlter achteckiger Schaft mit ionischem Kapitel und rundbogigem Aufsatz mit Nische, Sandstein, bez. 1795 (Marienfigürchen modern) | D-6-73-117-166          | Bildstock      |
| Osterburg (Standort)                                                                                         | Burgruine Osterburg, ehemalige Hochburg                                                                               | Erbaut vor 1182 | D-6-73-117-56 Wikidata  | weitere Bilder |
| Osterburg (Standort)                                                                                         | Burgruine Osterburg, Stumpf eines runden romanischen Bergfrieds                                                       | | D-6-73-117-56 Wikidata  | BW             |
| Osterburg (Standort)                                                                                         | Burgruine Osterburg, Grundmauern mit Zwinger- und Toranlage, Reste des Außenberings im Westen und Süden               | Zum Teil noch als dicke Füllmauern mit kräftig gequaderten Außenwänden, sowie im Osten der Toranlage, sonst aufgehendes Mauerwerk, Rekonstruktion von 2001 bis 2009 | D-6-73-117-56 Wikidata  | BW             |
| Pfarrgasse 11 (Standort)                                                                                     | Ehemaliges Gefängnis                                                                                                  | Zweigeschossiger Walmdachbau im Rundbogenstil, massiv, verputzt, Mitte 19. Jahrhundert | D-6-73-117-46           | BW             |
| Pfarrgasse 13 (Standort)                                                                                     | Ehemaliges Forstamt                                                                                                   | Zweigeschossige Zweiflügelanlage mit im Winkel eingestelltem Treppenturm, verputzter Massivbau mit Sattel- und Halbwalmdach, Schweifgiebel, Portal bezeichnet „1594“, auf die Stadtmauer des 13./14. Jahrhunderts aufgesetzt (vgl. dort) | D-6-73-117-47 Wikidata  | weitere Bilder |
| Pfarrgasse 13 (Standort)                                                                                     | Hofmauer und spätbarocker Gartenpavillon                                                                              | In Bruchstein mit Eckquaderungen, Mansardwalmdach, 18. Jahrhundert | D-6-73-117-47 Wikidata  | weitere Bilder |
| Reuterspfad, an der Gemarkungsgrenze vor dem Ortseingang von Frankenheim, gegenüber der Gansmühle (Standort) | Bildstock | Mit Kreuzigungsgruppe, Rückseite Stifterinschrift, bez. 1675 | D-6-73-117-193          | weitere Bilder |
| Spitalgasse 11 (Standort)                                                                                    | Ehemaliges Spital | Dreigeschossiger Halbwalmdachbau, Erdgeschoss und erstes Obergeschoss massiv, Hauptfassade in Werkstein, sonst Eckquaderungen, zweites Obergeschoss in Fachwerk, zum Teil mit Holzverschindelung, bezeichnet „1874“ | D-6-73-117-54 Wikidata  | weitere Bilder |
| Weisbacher Straße, vor Nr. 2 (Standort)                                                                      | Bildstock | Relief der Kreuzigungsgruppe in barockem Rahmen, Sandstein, von 1734 | D-6-73-117-55 Wikidata  | BW             |

### Frankenheim
| Lage | Objekt                                                  | Beschreibung | Akten-Nr.               | Bild           |
| --- | ------------------------------------------------------- | --- | ----------------------- | -------------- |
| Arnsberg, Am Hang des Arnsberges, beim Skilift (Standort)                                                         | Bildstock                                               | Reliefs: heiliger Georg als Drachentöter, über Pilgermuschel, Rückseite Kreuzigung, Sandstein, bezeichnet „179.“                                         | D-6-73-117-70 Wikidata  | BW             |
| Brend, bei Gersfelder Straße 55 (Standort)                                                                        | Steinbrücke über die Brend                              | Einbogig in Haustein, Sandstein, 1665 | D-6-73-117-64 Wikidata  | weitere Bilder |
| Fuchserb, nordwestlich des Dorfs, unweit der Bundesstraßenbrücke (Standort)                                       | Bildstock                                               | Mit Mater dolerosa in barocker Rahmung, rückwärtig Stifterinschrift, Sandstein, 1733                                                                     | D-6-73-117-68 Wikidata  | weitere Bilder |
| Gersfelder Straße 53 (Standort)                                                                                   | Kriegerdenkmal für die Gefallenen der beiden Weltkriege | Aufgesockelter Inschriftblock über Treppenfuß in gusseiserner Einfriedung, als Bekrönung betender kniender Soldat, Sandstein, um 1920                    | D-6-73-117-178 Wikidata | weitere Bilder |
| Gersfelder Straße 53 (Standort)                                                                                   | Bildstock                                               | Relief: Geißelung Christi in barockem Rahmendekor, rückwärtig Stifterinschrift, Sandstein, 1767                                                          | D-6-73-117-60 Wikidata  | weitere Bilder |
| Gersfelder Straße 64 (Standort)                                                                                   | Ehemaliges Wohnstallhaus                                | Eingeschossiger, verputzter Fachwerkbau mit Satteldach, 18. Jahrhundert                                                                                  | D-6-73-117-179 Wikidata | weitere Bilder |
| Gersfelder Straße 106 (Standort)                                                                                  | Bildstock                                               | Mit hochovalem Immaculata-Medaillon in barockem Rahmendekor, rückwärtig Stifterinschrift, Sandstein, bezeichnet „1719“                                   | D-6-73-117-62 Wikidata  | weitere Bilder |
| Holnweg, bei Nr. 7, am Burkardusweg in Richtung Osterburg (Standort)                                              | Bildstock                                               | Mit Pietà, Sandstein, bezeichnet „1770“ | D-6-73-117-66 Wikidata  | weitere Bilder |
| Nähe Birkigweg; Birkigweg (Standort)                                                                              | Feldkapelle                                             | Sandsteinquaderbau mit Flachsatteldach, innen Grablegungsgruppe, bezeichnet „1905“                                                                       | D-6-73-117-59 Wikidata  | weitere Bilder |
| Nähe Birkigweg; Birkigweg; vor der Kapelle (Standort)                                                             | Bildstock                                               | Mit Pietá unter dem Kreuz, rückseitig Stifterinschrift, Sandstein, bezeichnet „1718“                                                                     | D-6-73-117-59 Wikidata  | weitere Bilder |
| Nähe Gersfelder Straße (Standort)                                                                                 | Untere Kapelle                                          | Verputzter Massivbau mit Satteldach, davor steinerne Freitreppe zum Sandsteinbogenportal, darüber Wappenstein, bezeichnet „1783“                         | D-6-73-117-58 Wikidata  | weitere Bilder |
| Nähe Gersfelder Straße; am westlichen Ortsausgang gegenüber Gersfelderstraße 102, Einmündung Birkigweg (Standort) | Bildstock                                               | Relief mit kleinen Stifterfigürchen seitlich der Kreuzigungsgruppe, barocke Rankenwerkrahmung, rückseitig Stifterinschrift, Sandstein, bezeichnet „1730“ | D-6-73-117-65 Wikidata  | weitere Bilder |
| Sandgraben; am Sandweg nordöstlich vom Dorf (Standort)                                                            | Bildstock                                               | Mit Pietàrelief in Rokokorahmung, rückseitig Geißelung, Sandstein, bezeichnet „1753“                                                                     | D-6-73-117-67 Wikidata  | BW             |
| Am Fuß des Arnsberges, Flurabteilung Ziegelhof (Standort)                                                         | Bildstock                                               | Mit Kreuzigungsrelief, Sandstein, 1793 | D-6-73-117-69 Wikidata  | BW             |

### Gansmühle
| Lage                       | Objekt    | Beschreibung                                                               | Akten-Nr.               | Bild |
| -------------------------- | --------- | -------------------------------------------------------------------------- | ----------------------- | ---- |
| Röder, am Honig (Standort) | Bildstock | Aufsatz mit Kreuzdach, Kreuzen und Inschrift, Sandstein, bezeichnet „1675“ | D-6-73-117-154 Wikidata | BW   |

### Haselbach in der Rhön
| Lage | Objekt                                                  | Beschreibung | Akten-Nr.               | Bild           |
| --- | ------------------------------------------------------- | --- | ----------------------- | -------------- |
| Braunhof, neben der Marienkapelle am Finkelberg (Standort)                                                                          | Bildstock                                               | Beschlagwerksockel, Säule, barockes Bildhäuschen mit modernem Kreuzigungsbild, Sandstein, bezeichnet „1706“ | D-6-73-117-91 Wikidata  | BW             |
| Braunhof (Standort) | Marienkapelle am Finkelberg                             | Massivbau mit flach geneigtem Satteldach, bezeichnet „1839“, mit Ausstattung | D-6-73-117-90 Wikidata  | BW             |
| Frühlingstraße 2 (Standort) | Bildstock                                               | Marienrelief in barockem Rahmendekor, Sandstein, bezeichnet „1741“ | D-6-73-117-83 Wikidata  | weitere Bilder |
| Geißengrund, am Kirchenpfad, sogenannter Pestpfad, hinter der oberen Mühle (Standort)                                               | Bildstock                                               | Mit Kreuzschlepperrelief, Sandstein, bezeichnet „1721“ | D-6-73-117-88 Wikidata  | BW             |
| Haselbachstraße 21 (Standort) | Hausfigur                                               | Heilige Agatha, gefasste Steinfigur, bezeichnet „1858“ | D-6-73-117-71 Wikidata  | BW             |
| Haselbachstraße 28 (Standort) | Müllerwohnhaus                                          | Giebelständiges eingeschossiges Satteldachhaus, massiv, Giebel mit Zierfachwerk, Anfang 19. Jahrhundert, seitlich Rest des Mühlenkanals mit oberschlächtigem Mühlenrad | D-6-73-117-72 Wikidata  | weitere Bilder |
| Haselbachstraße 37 (Standort) | Wohnhaus eines Bauernhofes                              | Zweigeschossiger giebelständiger Halbwalmdachbau, massives Erdgeschoss, Fachwerkobergeschoss, weitgehend verputzt, Stockschwellen mit Zierformen 17. Jahrhundert, geortes Haustürgewände bezeichnet „1802“, an der Giebelfront Holzrelief mit heiligem Georg, bezeichnet „1662“            | D-6-73-117-73 Wikidata  | weitere Bilder |
| Haselbachstraße 71 (Standort) | Steinkreuz                                              | Pfeilerartig, griechisches Kreuz mit reliefiertem Korpus, schlanker Unterbau aus hohem doppeltem Sockel und Säule, Sandstein, 1746 | D-6-73-117-77 Wikidata  | weitere Bilder |
| Haselbachstraße 71, neben der alten Dorflinde (Standort)                                                                            | Katholische Filialkirche                                | Zweigeschossiger traufständiger Mehrzweckbau (Schule und Lehrerwohnung) mit Halbwalmdach, Gottesdienstsaal im Erdgeschoss des durch Ecklisenen, Schmuckportal und achteckigen verschieferteten Haubendachreiter hervorgehobenen Osttraktes, spätbarock, bezeichnet „1739“; mit Ausstattung | D-6-73-117-77 Wikidata  | weitere Bilder |
| Haselbachstraße 71 (Standort) | Gedenkstein                                             | In Form einer epitaphartigen breiten Stele mit geschwungenem Umriss mit Totenkopf und Inschrift, auf Sockelblock, Sandstein, 2. Hälfte 18. Jahrhundert | D-6-73-117-77           | BW             |
| Haselbachstraße 90 (Standort) | Bildstockschaft                                         | Mit Ölbergrelief, Sandstein, 1721, ehemals am Kirchenpfad | D-6-73-117-89 Wikidata  | BW             |
| Haselbachstraße 97 (Standort) | Wohngebäude                                             | Eingeschossiger giebelständiger Frackdachbau auf Natursteinsockel, Erdgeschoss verputzt, Fachwerkgiebel mit Mannformen, wohl 16. Jahrhundert | D-6-73-117-195 Wikidata | BW             |
| Haselbachstraße 100, westliches Ende des Kirchenpfads, hinter Haselbachstraße 100 auf einer Weide an der Osterburgstraße (Standort) | Bildstock                                               | Reliefs: Pietà und Kreuzigungsgruppe, in spätbarocker Rahmung, Sandstein, bezeichnet „1757“ | D-6-73-117-87 Wikidata  | weitere Bilder |
| Haselbachstraße 119 (Standort) | Bauernhaus, ehemaliges Wohnstallhaus                    | Giebelständiger Satteldachbau mit traufseitig verkleidetem Fachwerkobergeschoss, Giebelfront mit Zierfachwerk, 17. Jahrhundert, Erdgeschoss in Ziegelbauweise mit Sandsteineckquaderungen zweite Hälfte 19. Jahrhundert erneuert                                                           | D-6-73-117-79 Wikidata  | weitere Bilder |
| Nähe Haselbachstraße (Standort) | Bildstock                                               | Flaches Kreuzigungsrelief, Sandstein, 1722 | D-6-73-117-85 Wikidata  | weitere Bilder |
| Hofgut (Standort) | Nepomukstatue                                           | Sandsteinfigur auf gebauchtem Sockel mit Rokokokartuschen mit Inschriften, vorn lateinische Stifterinschrift mit Chronogramm und seitlich bezeichnet „1774“ | D-6-73-117-81 Wikidata  | weitere Bilder |
| Nähe Hofgut (Standort) | Bildstock                                               | Maria-Immaculata-Relief in Ovalrahmen zwischen Laubwerk, Rückseite Stifterinschrift, Sandstein, bezeichnet „1713“ | D-6-73-117-84 Wikidata  | BW             |
| Hohfeld, nördlich von Haselbach am Anfang der S-Kurve der Straße zum Kreuzberg an einem nach rechts abzweigenden Feldweg (Standort) | Bildstock                                               | Mit Kreuzigungsrelief, rückseitig Stifterinschrift, am Sockel Engelreliefs, Sandstein, erste Hälfte 18. Jahrhundert | D-6-73-117-181 Wikidata | BW             |
| Kniebrecher; Mitte der Kniebreche, am mittleren Kanapee Kreuzung Kniebreche/Tränkweg (Standort)                                     | Bildstock                                               | Rückwärtige Stifterinschrift, im Hauptbildfeld modernes Gemälde, Sandstein, bezeichnet „1699“ | D-6-73-117-94 Wikidata  | BW             |
| Jägersfelder, am Geißkopf, alte Kreuzbergstraße (Standort)                                                                          | Bildstock                                               | Mit Kreuzschlepperrelief, Rückseite Stifterinschrift, Sandstein, bezeichnet „1738“ | D-6-73-117-118 Wikidata | weitere Bilder |
| Nähe Neulandstraße, Kreuzbergstraße Ecke Neulandstraße (Standort)                                                                   | Bildstock                                               | Weinlaubumrankte Säule, Bildhäuschen mit Reliefs: Kreuzigungsgruppe und Muttergottes, Sandstein, bezeichnet „1706“ | D-6-73-117-82 Wikidata  | weitere Bilder |
| Schulzenerb, Pfad zur Kniebreche (Standort)                                                                                         | Bildstock                                               | Ehemals mit Pietà, Rückseite ornamental mit stilisierten Blumen, am Kämpfer umlaufende Inschrift, Sandstein, bezeichnet „1691“ | D-6-73-117-86 Wikidata  | BW             |
| Tränkwegswald; Kniebreche, beim oberen Kanapee (Standort)                                                                           | Bildstock                                               | Mit kniendem Stifter unter dem Kreuz, Rückseite mit Stifterinschrift, Sandstein, barock, wohl 1776 | D-6-73-117-95 Wikidata  | BW             |
| Tränkwegswald; Schafweg, an einer Lichtung am Forstweg zwischen Tränkweg und Feriensiedlung (Standort)                              | Bildstock                                               | Mit Pietàrelief, rückseitig Inschrift und Datierung, Sandstein, spätbarock, bezeichnet „1754“ | D-6-73-117-96 Wikidata  | BW             |
| Viehweg 1 (Standort) | Kriegerdenkmal für die Gefallenen der beiden Weltkriege | Obelisk auf Inschriftsockel, ovales Relief sterbender Soldat und Engel mit Palmzweig, Sandstein, um 1920 | D-6-73-117-169 Wikidata | weitere Bilder |
| Völlersweghohle (Standort) | Wegkreuz                                                | Steinernes Hochkreuz, Sandstein, bez. 1902 | D-6-73-117-171          | BW             |
| Wochenendsiedlung 33 (Standort) | Bildstock                                               | Sockel mit achtkantigem Schaft, Aufsatz mit rundbogigen Flachnischen und Kreuzdach, wohl 17. Jh. | D-6-73-117-265          | BW             |

### Holzberg
| Lage                     | Objekt                                          | Beschreibung | Akten-Nr.               | Bild           |
| ------------------------ | ----------------------------------------------- | --- | ----------------------- | -------------- |
| Holzberg 1, 2 (Standort) | Ehemaliges Jagdschloss Holzberg, heute Gasthaus | Eingeschossiger verputzter Nordtrakt mit Satteldach, bezeichnet „1614“, gleichzeitig dreigeschossiger Ostturm, Bruchstein mit Eckquaderungen, Zeltdach, mit Fenstern unterschiedlicher Zeitstellung, bezeichnet „1748“, „1695“, „1795“, zweigeschossiger neuromanischer Südtrakt, verputzt mit Satteldach, mit Südfassade in Bruchstein mit zwei runden Ecktürmen mit Kegeldach, von 1910, beide Trakte durch Dachausbau letztes Viertel 20. Jahrhundert überformt | D-6-73-117-100 Wikidata | weitere Bilder |

### Klosterkreuzberg
| Lage                                                                              | Objekt                                              | Beschreibung | Akten-Nr.               | Bild           |
| --------------------------------------------------------------------------------- | --------------------------------------------------- | --- | ----------------------- | -------------- |
| Am Arnsberg, an der Straße nach Kreuzberg, Abzweigung nach Wildflecken (Standort) | Heiligenhäuschen                                    | Sandsteinquaderbau mit rückwärts abgewalmtem Satteldach, innen Pietà, bezeichnet „1748“                                                                                             | D-6-73-117-106 Wikidata | weitere Bilder |
| Am Arnsberg, an der Straße nach Kreuzberg, Abzweigung nach Wildflecken (Standort) | Bildstock                                           | Relief der Kreuzigungsgruppe über Wappen, rückseitig Stifterinschrift, Anfang 17. Jahrhundert                                                                                       | D-6-73-117-106 Wikidata | weitere Bilder |
| An den Drei Kreuzen (Standort)                                                    | Bildstock                                           | Seitlich flache Reliefs: Kreuzigungsgruppe bzw. Bischof, Sandstein, Anfang 17. Jahrhundert, Gemälde Pilger mit Kloster im Hintergrund letztes Viertel 20. Jahrhundert               | D-6-73-117-104 Wikidata | BW             |
| Kreuzberg 2 (Standort)                                                            | Bildstockaufsatz                                    | Mit Reliefs der Pietà und Aufrichtung der Ehernen Schlange, seitlich Wappen und Stifter- bzw. Steinmetzinschrift, Sandstein, bezeichnet „1606“, von Jörg Kremer                     | D-6-73-117-158 Wikidata | weitere Bilder |
| Kreuzberg 2, 3 (Standort)                                                         | Kloster                                             | Barocke Anlage mit Überformungen im Heimatstil | D-6-73-117-101 Wikidata | weitere Bilder |
| Kreuzberg 1 (Standort)                                                            | Ehemaliges Gasthaus                                 | Zweigeschossiger massiver Walmdachbau, am Portalbogen bezeichnet „1687“, entkernt                                                                                                   | D-6-73-117-101 Wikidata | weitere Bilder |
| Kreuzberg 2, im südöstlichen Teil des Klosterkomplexes (Standort)                 | Katholische Franziskanerklosterkirche Kreuzerhebung | Massiver gewölbter Saalbau mit Satteldach, südliche Seitenkapelle, langgestreckter abgewalmter Rechteckchor mit achteckigem Dachreiter mit Zwiebelhaube, 1681–1692; mit Ausstattung | D-6-73-117-101 Wikidata | weitere Bilder |
| Kreuzberg 3 (Standort)                                                            | Klostergebäude                                      | Gleichzeitig, zweigeschossig, massiv mit Satteldach und massiver Anbau mit Halbwalmdach von 1706                                                                                    | D-6-73-117-101 Wikidata | weitere Bilder |
| Klosterkreuzberg (Standort)                                                       | Friedhofskreuz                                      | Sandstein, bezeichnet „1851“, von Michael Arnold | D-6-73-117-101 Wikidata | weitere Bilder |
| Klosterkreuzberg (Standort)                                                       | Kreuzweg                                            | Zwölf gusseiserne Kreuzwegstationsreliefs, 19. Jahrhundert | D-6-73-117-101 Wikidata | weitere Bilder |
| Klosterkreuzberg (Standort)                                                       | Barocker Kreuzweg                                   | Zwölf Stationsaltäre mit Reliefs im Aufsatz 1710, Station XII als Golgathagruppe auf Treppenanlage und Station XIV als Grabkapelle 1729                                             | D-6-73-117-102 Wikidata | weitere Bilder |
| Kreuzberg 10, vor Gasthof Roth (Standort)                                         | Bildstock                                           | Relief der Kreuzigungsgruppe, Sandstein, erste Hälfte 18. Jahrhundert | D-6-73-117-103 Wikidata | BW             |

### Oberweißenbrunn
| Lage | Objekt                                                      | Beschreibung | Akten-Nr.               | Bild           |
| --- | ----------------------------------------------------------- | --- | ----------------------- | -------------- |
| Auflangen, neue Straße nach Wildflecken, Truppenübungsplatz (Standort)                                                                          | Kapelle                                                     | Quadersteinbau mit Flachsatteldach, neuromanisch, 1861, weitgehend unter Verwendung der alten Quader erneuert 2005 | D-6-73-117-123 Wikidata | BW             |
| Geigensteinstraße 16 (Standort) | Bildstock                                                   | Vollplastische Skulptur Kreuzschlepper und Scherge, Rocailleschaft mit Reliefs in Ovalmedaillons Christus auf der Rast und Schmerzensmann, Sandstein, bezeichnet „1773“ und „1990 Oskar Schöppner“                                                                      | D-6-73-117-155 Wikidata | weitere Bilder |
| Geigensteinstraße 25 (Standort) | Hausfigur                                                   | Gefasste Holzskulptur einer betenden Heiligen, 18./19. Jahrhundert | D-6-73-117-108 Wikidata | weitere Bilder |
| Geigensteinstraße 26 (Standort) | Biedermeierliches Wirtshausschild „Zum Lamm“                | Schmiedeeiserner Ausleger mit einem Oval eingeschriebenen Lamm unter kronehaltenden Löwen, zweites Viertel 19. Jahrhundert | D-6-73-117-109 Wikidata | BW             |
| Geigensteinstraße 59, Staatsstraße 2289, neue Straße nach Wildflecken, Einfahrt zum Truppenübungsplatz, neben neuromanischer Kapelle (Standort) | Bildstock                                                   | Bildhäuschen mit Kreuzdach, flache Reliefs, Kreuzigung, lateinisches Kreuz, Stifterinschrift, Sandstein, bezeichnet „1676“ | D-6-73-117-122 Wikidata | BW             |
| Grund (Standort) | Bildstock                                                   | Mit plastischer Kreuzigungsgruppe im Bildhäuschen, weinlaubumrankter Säulenschaft, Sandstein, bezeichnet „1833“ | D-6-73-117-173 Wikidata | weitere Bilder |
| Heiligenwiese, Hinterer Hagsweg (Standort) | Bildstock                                                   | Pietà-Relief in barockem Rahmen, Sockel mit stilisierten Blumen, bezeichnet „1771“ | D-6-73-117-114 Wikidata | BW             |
| Heiliger Kreuzweg, hinter einer Weggabelung beim Kalkofen, vor dem Wasserbehälter (Standort)                                                    | Bildstock                                                   | Bildhäuschen mit Kreuzdach, drei Seiten mit flachen Reliefs: Bischof, Arma Christi, Kruzifix, vierte mit Stifterinschrift, Sandstein, 1631 | D-6-73-117-119 Wikidata | BW             |
| Hurt, in der Hurt (Standort) | Fluraltar                                                   | Blockaltar mit hochrechteckigem Reliefsteinaufsatz, mit den heiligen Ottilia und Agatha unter dem Kreuz, Sandstein, bezeichnet „1845“ | D-6-73-117-116 Wikidata | BW             |
| Hurt, neben dem Fluraltar von 1845 in der Hurt (Standort)                                                                                       | Bildstock                                                   | Mit Kreuzschlepperrelief, Sandstein, 1753 | D-6-73-117-115 Wikidata | BW             |
| Kirchhofsweg (Standort) | Marienstatue                                                | Auf Inschriftsockel, Sandstein, Ende 19. Jh. | D-6-73-117-172          | weitere Bilder |
| Kirchhofsweg 2 (Standort) | Katholische Kuratiekirche St. Vitus und St. Antonius Eremit | Saalbau mit gleich hohem Chor auf Dreieckgrundriss, Flachsatteldach, seitlich angefügter Turm mit Pultdach, Betonbau mit Natursteinverkleidung, Komplettneubau von 1960 bis 1962 mit Spolien (Portal, Fenstergewände) aus dem Vorgängerbau von 1737/38; mit Ausstattung | D-6-73-117-113 Wikidata | weitere Bilder |
| Kirchhofsweg 2, vor der Kirche (Standort) | Bildstock                                                   | Mit Reliefs Kreuzigungsgruppe bzw. Kreuzschlepper, Sandstein, spätbarock, 1750 | D-6-73-117-113 Wikidata | weitere Bilder |
| Kirchhofsweg 2, im Friedhof (Standort) | Golgathakreuz                                               | Auf Inschriftsockel, mit Mater dolerosa am Kreuzfuß, bezeichnet „1832“ | D-6-73-117-113 Wikidata | weitere Bilder |
| Kirchhofsweg 2, im Friedhof (Standort) | Kriegerdenkmal für die Gefallenen der beiden Weltkriege     | Der Friedhofsmauer integrierte Elemente aus rotem Sandstein: Christusrelief und Inschriftsteine, um 1960 | D-6-73-117-113 Wikidata | weitere Bilder |
| Mühlengrund 37 (Standort) | Prozessionsaltar                                            | Reliefdarstellung der 14 Nothelfer mit Inschrift, 17. Jh., Rahmung über Tischsockel, 19. Jh. | D-6-73-117-270          | weitere Bilder |
| Mühlackerstraße 28 (Standort) | Mühle                                                       | zweigeschossiger teilunterkellerter Satteldachbau auf hohem Sockelgeschoss, bez. 1719; mit Mühlentechnik | D-6-73-117-274          | BW             |
| Mühlackerstraße 26 (Standort) | Mühlkanal                                                   | | D-6-73-117-274          | BW             |
| Röder (Standort) | Bildstock                                                   | Sandstein, Kreuzdach mit kreuzbekrönten Volutengiebeln, bezeichnet „163.“ | D-6-73-117-120 Wikidata | BW             |
| Röder, am Honig (Standort) | Bildstock                                                   | Aufsatz mit Kreuzdach, Kreuzen und Inschrift, Sandstein, bez. 1675 | D-6-73-117-154          | BW             |
| Schreinerserb; Wallfahrt zum Kreuzberg, beim Transformatorenhaus (Standort)                                                                     | Bildstock                                                   | Bildhäuschen mit Satteldach, in Nische moderne Marienfigur, rückseitig verwittertes Relief, Sandstein, bezeichnet „1786“ | D-6-73-117-121 Wikidata | weitere Bilder |
| Schreinerserb; am Oberen Viehgraben (Standort)                                                                                                  | Bildstock                                                   | Bildhäuschen mit Kreuzdach, flachreliefierter Gekreuzigter, Sandstein, bezeichnet „1689“ | D-6-73-117-117 Wikidata | weitere Bilder |
| B 279 () | Bildstock                                                   | gefaster Vierkantpfeiler über Sockel mit Inschrift, Bildhäuschen mit reliefierter Kreuzigungsgruppe und Kreuzdach, bez. 1776 | D-6-73-117-269          |                |

### Unterweißenbrunn
| Lage                                                            | Objekt                                   | Beschreibung | Akten-Nr.               | Bild           |
| --------------------------------------------------------------- | ---------------------------------------- | --- | ----------------------- | -------------- |
| Am Langenberg (Standort)                                        | Holzkruzifix                             | 18./19. Jahrhundert | D-6-73-117-125 Wikidata | weitere Bilder |
| Brendstraße 51 (Standort)                                       | Wohnteil eines Wohnstallhauses           | zweigeschossiger giebelständiger Fachwerkbau mit Satteldach, 2. Hälfte 17. Jh., Erdgeschoss im 19. Jh. erneuert | D-6-73-117-185          | BW             |
| Brendstraße 82 (Standort)                                       | Wohnhaus                                 | Traufständiger zweigeschossiger Satteldachbau, teils mit Zierfachwerk, teils verbrettert, 1765 | D-6-73-117-130 Wikidata | weitere Bilder |
| Brendstraße 87 (Standort)                                       | Katholische Pfarrkirche St. Katharina    | Verputzter Massivbau mit sandsteinsichtigen Gliederungselementen, klassizistisches Langhaus mit Satteldach und durch Heiligenfiguren gestalteter giebelseitiger Front, 1817, Ostturm im Kern mittelalterlich, 1614 erhöht, Zwiebelhaube mit Laterne, originale klassizistische Türblätter; mit Ausstattung | D-6-73-117-131 Wikidata | weitere Bilder |
| Brendstraße, gegenüber 107 (Standort)                           | Bildstock                                | Relief der Kreuzigungsgruppe über Stifterwappen, in Verdachung Heilig-Geist-Taube, Sandstein, 16. Jahrhundert | D-6-73-117-132 Wikidata | weitere Bilder |
| Brendstraße 113 (Standort)                                      | Wohnstallhaus                            | Giebelständiger zweigeschossiger Satteldachbau mit Zierfachwerk, 1750 | D-6-73-117-133 Wikidata | weitere Bilder |
| Brendstraße 113 (Standort)                                      | Rückseitig angebaute Scheune             | Fachwerk mit Satteldach, erste Hälfte 19. Jahrhundert | D-6-73-117-133 Wikidata | BW             |
| Elm (Standort)                                                  | Bildstock                                | Pietà-Relief, Sandstein, rückwärtig bezeichnet „1844“ | D-6-73-117-175 Wikidata | weitere Bilder |
| In der Fichte 9 (Standort)                                      | Bildstock mit Kreuzdach                  | Schaft mit quadratischem Grundriss, am Bildhäuschen seitlich der Nischen eingeritzte lateinische Kreuze, mit modernem glasierten Terrakottarelief mit Kreuzigungsgruppe, Sandstein, 17. Jahrhundert, möglicherweise im Zusammenhang mit den Soldatengräbern aus dem Dreißigjährigen Krieg stehend          | D-6-73-117-188 Wikidata | weitere Bilder |
| Kirchberg, Alte Straße (Standort)                               | Bildstock                                | Mit modernem appliziertem Relief, Rückseite Kreuz zwischen stilisierten Blüten, Sandstein, bezeichnet „1673“ | D-6-73-117-139 Wikidata | weitere Bilder |
| Kreuzweg; Sandbergstraße, am Katzenbuckel (Standort)            | Sogenanntes Irenkreuz                    | Von den Kreuzbalken durchbrochenes Radkreuz auf schlankem, hohem Säulenschaft, Sandstein, bezeichnet „1636“ | D-6-73-117-141 Wikidata | weitere Bilder |
| Nähe Schützenellerweg (Standort)                                | Steinkreuz auf beschriftetem Altarsockel | Marienfigur am Kreuzfuß, Sandstein, bezeichnet „1861“ | D-6-73-117-126 Wikidata | weitere Bilder |
| Nähe Schützenellerweg (Standort)                                | Friedhofsmauer                           | Mit Spolien von Grabmälern | D-6-73-117-135 Wikidata | weitere Bilder |
| Nähe Schützenellerweg (Standort)                                | Friedhofsmauer                           | Aufgesetzt vierzehn Kreuzwegstationen, Reliefs in neugotischen Gehäusen unter Eselsrückenbögen, 1875 | D-6-73-117-135 Wikidata | weitere Bilder |
| Nähe Schützenellerweg (Standort)                                | Korpus des Golgathakreuzes               | Von 1832, liegend am Boden | D-6-73-117-135 Wikidata | weitere Bilder |
| Schlottergasse; an der Brend südl. Einmündung Höhweg (Standort) | Bildstock                                | Mit Marienkrönungsrelief in reicher barocker Rahmung, rückseitig Stifterinschrift, Heiligenstatue als Bekrönung, Sandstein, bezeichnet „1717“ | D-6-73-117-127 Wikidata | weitere Bilder |
| Unterm Dorf (Standort)                                          | Bildstock                                | Relief der Heiligen Familie, Rückseite mit Stifterinschrift, Sandstein, bez. 1837 | D-6-73-117-187          | weitere Bilder |
| Unterm Dorf (Standort)                                          | Wegkapelle                               | massiver Satteldachbau, 1. Hälfte 19. Jh., innen Bildnische mit Pietà, 2. Hälfte 19. Jh. | D-6-73-117-189          | weitere Bilder |
| Viehtrieb (Standort)                                            | Lourdesgrotte                            | Tuffsteingrotte mit Stuckfiguren, um 1900 | D-6-73-117-190          | weitere Bilder |

### Wegfurt
| Lage                                                             | Objekt                                     | Beschreibung | Akten-Nr.               | Bild           |
| ---------------------------------------------------------------- | ------------------------------------------ | --- | ----------------------- | -------------- |
| Am Friedhof 1, Straße nach Sondernau (Standort)                  | Kapelle                                    | Drittes Viertel 20. Jahrhundert, mit Pietà des 17. Jahrhunderts | D-6-73-117-150 Wikidata | BW             |
| Am Friedhof 1, Straße nach Sondernau, vor der Kapelle (Standort) | Bildstock                                  | Sehr schlicht, mit Mondsichelmadonna in Rundbogennische, seitlich Ritzwappen mit Initialen „1586“ | D-6-73-117-151 Wikidata | BW             |
| Am Kirchberg 1 ()                                                | Bildstock                                  | rechteckiger Schaft mit rundbogigem Nischenaufsatz, bez. 1586; Madonnenrelief modern | D-6-73-117-271          |                |
| Am Kirchberg 2 (Standort)                                        | Ehemaliges Pfarrhaus                       | Zweigeschossiger Fachwerkbau (verputzt) mit Walmdach,originale Haustür mit Oberlicht, biedermeierlich, 1854 | D-6-73-117-156 Wikidata | weitere Bilder |
| Am Kirchberg 2 (Standort)                                        | Ehemaliges Pfarrhaus                       | zugehörige Einfriedungsmauer, Bruchstein, z. T. 1912 | D-6-73-117-156 Wikidata | BW             |
| Am Kirchberg 6 (Standort)                                        | Ehemaliges Schulhaus                       | Zweigeschossiger Halbwalmdachbau, Putzbau mit Werksteingewänden, 1825 | D-6-73-117-143 Wikidata | weitere Bilder |
| Am Kirchberg 12 (Standort)                                       | Katholische Pfarrkirche St. Peter und Paul | Chorturmkirche, Schiff mit Walmdach, Turm mit Spitzhelm, im Kern mittelalterlich, nach den archivalischen Quellen 1601-07 durch den Steinmetzen Meister Caspar aus Nordheim renoviert: Erhöhung des Baus und Einbau nachgotischer Fenster, über den spitzbogigen Portalen Inschriften bezeichnet „1603“ und „1614“, in der Südwand frühromanisches Tympanon, mit Ausstattung | D-6-73-117-144 Wikidata | weitere Bilder |
| Am Kirchberg 12 (Standort)                                       | Kirchhofmauer                              | | D-6-73-117-144 Wikidata | weitere Bilder |
| Brückenstraße 4 (Standort)                                       | Ehemaliges Wohnhaus eines Bauernhofes      | Zweigeschossiger Satteldachbau, massives Erdgeschoss, Obergeschoss mit Zierfachwerk, 18. Jahrhundert | D-6-73-117-145 Wikidata | weitere Bilder |
| Hauptstraße (Standort)                                           | Steinkreuz                                 | Sandstein, 19. Jahrhundert | D-6-73-117-147 Wikidata | weitere Bilder |
| Mühlweg 12 (Standort)                                            | Wohnhaus                                   | Giebelständiger zweigeschossiger Satteldachbau, Erdgeschoss massiv, Obergeschoss und Giebel mit Zierfachwerk, 18. Jahrhundert | D-6-73-117-149 Wikidata | weitere Bilder |
| Kreuzacker ()                                                    | Zwei Wegkreuze, sogenannte Pestkreuze      | Sandstein, frühneuzeitlich, wohl 16. Jh.; Standort verändert | D-6-73-117-272          |                |

### Keinem Gemeindeteil zugeordnet
| Lage                                                   | Objekt           | Beschreibung | Akten-Nr.      | Bild |
| ------------------------------------------------------ | ---------------- | --- | -------------- | ---- |
| Nähe Höhweg ()                                         | Prozessionsaltar | auf breitem Sockel mit Inschriftkartusche, Retabel mit Marienrelief zwischen hl. Georg und hl. Elisabeth, rückseitig Stifterinschrift, in Formen des Rokoko, bez. 1838 | D-6-73-117-174 |      |
| Käulingshut ()                                         | Bildstock        | über abgefastem Vierkantpfeiler Laternenaufsatz mit Madonnenfigur in vergitterter Nische, Abschluss mit Kreuzdach, bez. 1598                                           | D-6-73-117-266 |      |
| Ötscherts Heufelder, am Forstweg Ötschers-Heufelder () | Bildstock        | toskanische Säule auf Postament mit Reliefaufsatz, bez.1724 | D-6-73-117-93  |      |
| Tiegel ()                                              | Bildstock        | über Vierkantpfeiler mit Sockel und Aufsatz mit Bildnische, hier modernes Marienrelief von 1990, Abschluss mit Kreuzdach, bez. 1683                                    | D-6-73-117-267 |      |

## Ehemalige Baudenkmäler
In diesem Abschnitt sind Objekte aufgeführt, die früher einmal in der Denkmalliste eingetragen waren, jetzt aber nicht mehr. Objekte, die in anderem Zusammenhang – also z. B. als Teil eines Baudenkmals – weiter eingetragen sind, sollen hier nicht aufgeführt werden. Aktennummern in diesem Abschnitt sind ehemalige, jetzt nicht mehr gültige Aktennummern.

| Lage                                                         | Objekt                                       | Beschreibung | Akten-Nr.               | Bild                      |
| ------------------------------------------------------------ | -------------------------------------------- | --- | ----------------------- | ------------------------- |
| Bischofsheim Färberzwinger 4, 6 (Standort)                   | Brauns Mühle, Mühlenkanal                    | Südlich vorgelagert, Naturstein, 18. Jahrhundert                                                                                     | D-6-73-117-6 Wikidata   | Brauns Mühle, Mühlenkanal |
| Bischofsheim Kirchplatz 2 (Standort)                         | Türrahmung                                   | mit Inschrift 1855 | D-6-73-117-15 Wikidata  | BW                        |
| Bischofsheim Kissinger Straße 10, im Andachtsraum (Standort) | Schutzengel-Figurengruppe                    | barock 18. Jahrhundert (ehemals am Giebel der Brauns Mühle D-6-73-117-6)                                                             | D-6-73-117-261          | Schutzengel-Figurengruppe |
| Haselbach in der Rhön Haselbachstraße 48 (Standort)          | Wohnhaus                                     | Giebelständiger zweigeschossiger Satteldachbau, massives Erdgeschoss, Fachwerkobergeschoss, Giebel mit Zierfachwerk, 17. Jahrhundert | D-6-73-117-74 Wikidata  | weitere Bilder            |
| Klosterkreuzberg Kreuzberg 2 (Standort)                      | Bildstock                                    | Bildhäuschen mit Kreuzdach, Sandstein, um 1600                                                                                       | D-6-73-117-160          | BW                        |
| Oberweißenbrunn Heiligenwiese, Hinterer Hagsweg (Standort)   | Bildstock                                    | Reliefs Pietà und heiliger Wendelin, am Schaft stilisierte Blumen, Sandstein, spätbarock, bezeichnet „1771“                          | D-6-73-117-111 Wikidata | BW                        |
| Unterweißenbrunn Brendstraße 73 (Standort)                   | Hausfigur                                    | Sitzende Muttergottes auf Engelsköpfen, barock, 17./18. Jahrhundert                                                                  | D-6-73-117-128 Wikidata | BW                        |
| Unterweißenbrunn In der Fichte (Standort)                    | Soldatengräber aus dem Dreißigjährigen Krieg | | D-6-73-117-140 Wikidata | BW                        |
| Wegfurt Brückenstraße, in moderner Nische (Standort)         | Pietà                                        | Gefasste Holzskulptur, zweite Hälfte 16./17. Jahrhundert                                                                             | D-6-73-117-146 Wikidata | weitere Bilder            |

## Abgegangene Baudenkmäler
In diesem Abschnitt sind Objekte aufgeführt, die früher einmal in der Denkmalliste eingetragen waren, jetzt aber nicht mehr existieren, z. B. weil sie abgebrochen wurden. Aktennummern in diesem Abschnitt sind ehemalige, jetzt nicht mehr gültige Aktennummern.

| Lage                                          | Objekt   | Beschreibung | Akten-Nr.               | Bild           |
| --------------------------------------------- | -------- | --- | ----------------------- | -------------- |
| Unterweißenbrunn Schlottergasse 29 (Standort) | Wohnhaus | Zweigeschossiges Satteldachhaus, Erdgeschoss massiv, Obergeschoss und Giebel in Fachwerk, traufseits holzverschindelt, 1701 | D-6-73-117-134 Wikidata | weitere Bilder |